# Japanagromyza phaseoli
Japanagromyza phaseoli är en tvåvingeart som beskrevs av Spencer 1983. Japanagromyza phaseoli ingår i släktet Japanagromyza och familjen minerarflugor. Inga underarter finns listade i Catalogue of Life.